# Геологія Криму
Територія Криму розташована в зоні зчленування центральної частини  Скіфської плити із зоною  Альпійської геосинклінальної складчастої області. В геологічній будові Криму виділяється кілька великих районів. Північна частина півострова Крим розташована в зоні Причорноморської платформної западини (Сивасько-Каркинітський прогин), на південь від якої знаходиться складчастий фундамент Скіфської плити (Кримсько-Азовська центральна частина плити епігерцинського віку), що займає центральну частину півострова. Південну частину Криму займає Гірсько-Кримська складчаста область.

## Геологічна будова

### Причорноморська западина
Причорноморська западина є субширотним прогином блокової будови, виконаним  осадовими породами  мезозойсько —  кайнозойського віку, потужність яких зростає у південно-східному напрямку до 6-7 кілометрів в районі Сиваша. На півночі западина межує з утвореннями Українського кристалічного щита, на заході — з  Передкарпатським крайовим прогином, на сході — з  Індоло-Кубанським крайовим прогином. Під осадовими породами западини залягають платформні відкладення  палеозою і докембрійські утворення фундаменту  Східно-Європейської платформи. Западина розділяється локальними  синкліналями і  антикліналями на кілька блоків, один з яких, Сиваський вал, утворює Перекопський перешийок і розділяє Причорноморську западину на власне Причорноморську і Азовсько-Кубанську западини.

### Скіфська плита
Центральна частина Кримського півострова зайнята центральним сегментом Скіфської плити (Кримсько-Азовський сегмент), що являє собою платформену область, перекриту потужним осадовим чохлом відкладень пісковиків, вапняків,  мергелів і  глин на сланцево-вапняковому складчастому фундаменті.

### Гірський Крим
Південна гірська частина Кримського півострова відноситься до альпійської складчастої області, що простягнулася через південну  Європу та Азію і є частиною великого складчастого комплексу, південна частина якого занурена під рівень  Чорного моря. Складки  Кримських гір розсічені поперечними розломами, по яких окремі ділянки гір були підняті на висоту більше 1000 метрів. Цей рух періодично викликає  землетруси і продовжується і в сучасну епоху. У нижній частині Кримських гір залягають метаморфічні глинисті сланці і пісковики верхнього тріасу й нижньої та середньої  юри і ефузивні гірські породи середнеюрського часу. У верхній частині знаходяться відкладення верхньої юри і нижньої  крейди, що складаються з пісковиків, глин, вапняків та мергелів.

## Геологічна історія
За результатами досліджень палеозойських порід, виявлених на глибині понад тисячу метрів у рівнинній частині Криму, показують, що в палеозойську еру на місці рівнинного Криму знаходилася вкрита морем ділянка земної кори з вулканічною діяльністю, в якому також відбувалося накопичення осадових порід. До кінця палеозойської ери вулканічна діяльність припинилася, море відступило і територія перетворилася на гірську область. У крейдовому періоді через опускання Скіфської платформи море знову зайняло територію Криму і почався процес склепінчастого підняття Гірського Криму. Після формування Альпійсько-Гімалайського гірського пояса територія Криму знову стала сушею.